# Charaxes sorianoi
Charaxes sorianoi är en fjärilsart som beskrevs av Auberger och Minig. Charaxes sorianoi ingår i släktet Charaxes och familjen praktfjärilar. Inga underarter finns listade i Catalogue of Life.